# Capital de la Marinera
Capital Nacional de la Marinera es el nombre otorgado mediante Ley N° 24.447, del 24 de enero de 1986, a la ciudad de Trujillo en Perú, con motivo de ser el centro del baile del mismo nombre (la marinera) y del Concurso Nacional de Marinera que se realiza dentro del marco del Festival de la Marinera en enero de cada año.

## Festival de la marinera
Es un evento cultural peruano que se realiza cada año en la ciudad de Trujillo en el mes de enero. El evento se centra en un concurso de marinera, que es un baile típico de la ciudad. En el festival también se realizan pasacalles y presentaciones y concurso de caballos de paso. Tanto el baile de la marinera como el caballo de paso peruano han sido declarados patrimonio cultural de la nación por el gobierno peruano. Este festival es uno de los eventos culturales más importantes y representativos del país y la ciudad de Trujillo ha sido reconocida por el gobierno peruano como la Capital Nacional de la Marinera mediante ley N° 24.447, del 24 de enero de 1986.